# 比吉特·哈根
比吉特·哈根（德語：Birgit Hagen，1957年6月6日—），德国女子曲棍球运动员。她曾代表西德成年国家队参加1984年夏季奥林匹克运动会曲棍球比赛，获得一枚银牌。